# 皇后植物园
|  |

皇后植物园（Queens Botanical Garden）是1939年纽约皇后区世界博览会的一部分。会后，花园扩张，占据了法拉盛草原公园的一大部分。当1964年世界博览会动工时，花园移至法拉盛草原公园另一侧，在凯辛娜溪河床上。

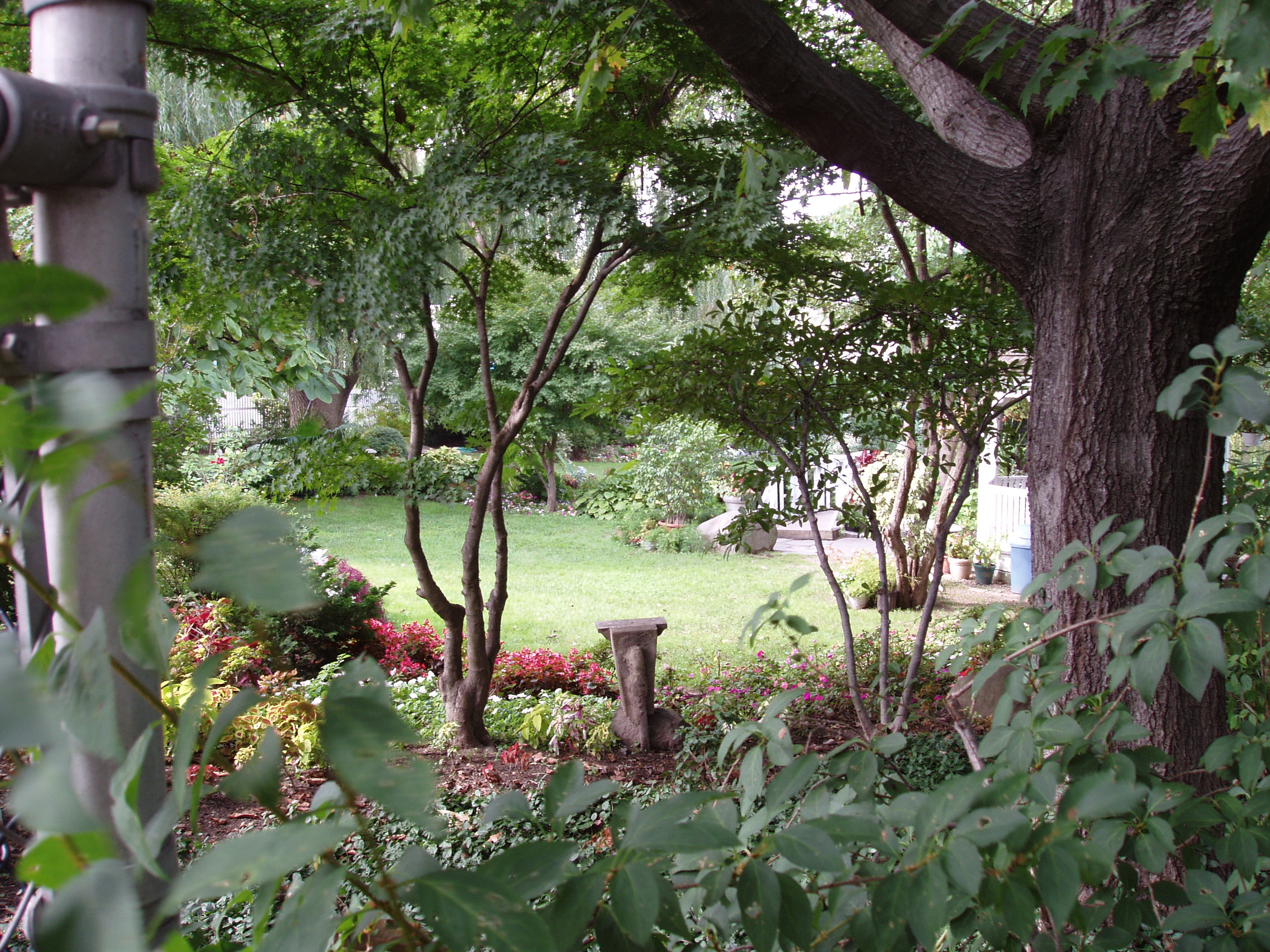
皇后植物园

中心工程花费1200万美元。主要承包商为纽约石墙承包公司（Stonewall Contracting Corp）。
皇后植物园现占地39英亩（158,000平方米），是个满有玫瑰、蜜蜂、草药和多年生植物的花园。植物园对外开放。草地婚纱照很受欢迎。除此之外，花园有个蜂园。

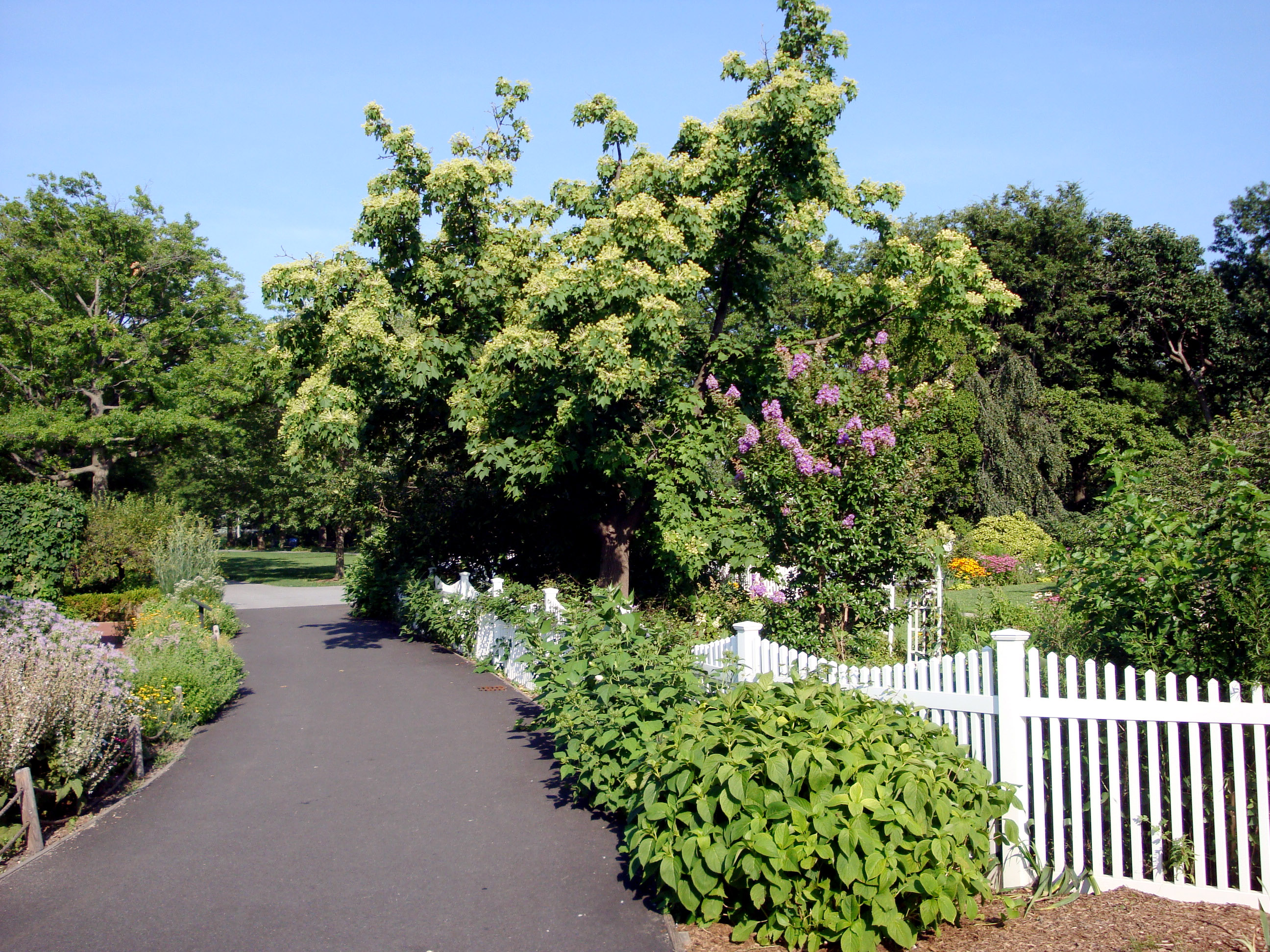
鲜花盛开

2005年，植物园与纽约市其它406座文艺社会服务部门收到卡内基基金会2000万美元资助，纽约市长迈克尔·布隆伯格参与捐赠。
2007年9月27日，布隆伯格市长和其他领导参加植物园新访客中心剪彩仪式。该中心由BKSK Architects设计，是纽约市第一所获得LEED“铂金”评价的建筑，为纽约市绿色之最。

## 引述
1. ↑  QBG Visitor & Administration Center, Flushing, USA （页面存档备份，存于） Green Buildings Directory, Retrieved on October, 2016.
2. ↑  . The New York Times. 6 July 2005  [28 July 2016]. （原始内容存档于2012-02-07）.
3. ↑  .   [March 12, 2008]. （原始内容存档于2008年3月10日）.